# Cransac-les-Thermes
Cransac-les-Thermes (voorheen Cransac) is een gemeente in het Franse departement Aveyron (regio Occitanie). De plaats maakt deel uit van het arrondissement Villefranche-de-Rouergue. Cransac telde op 1 januari 2022 1.464 inwoners.

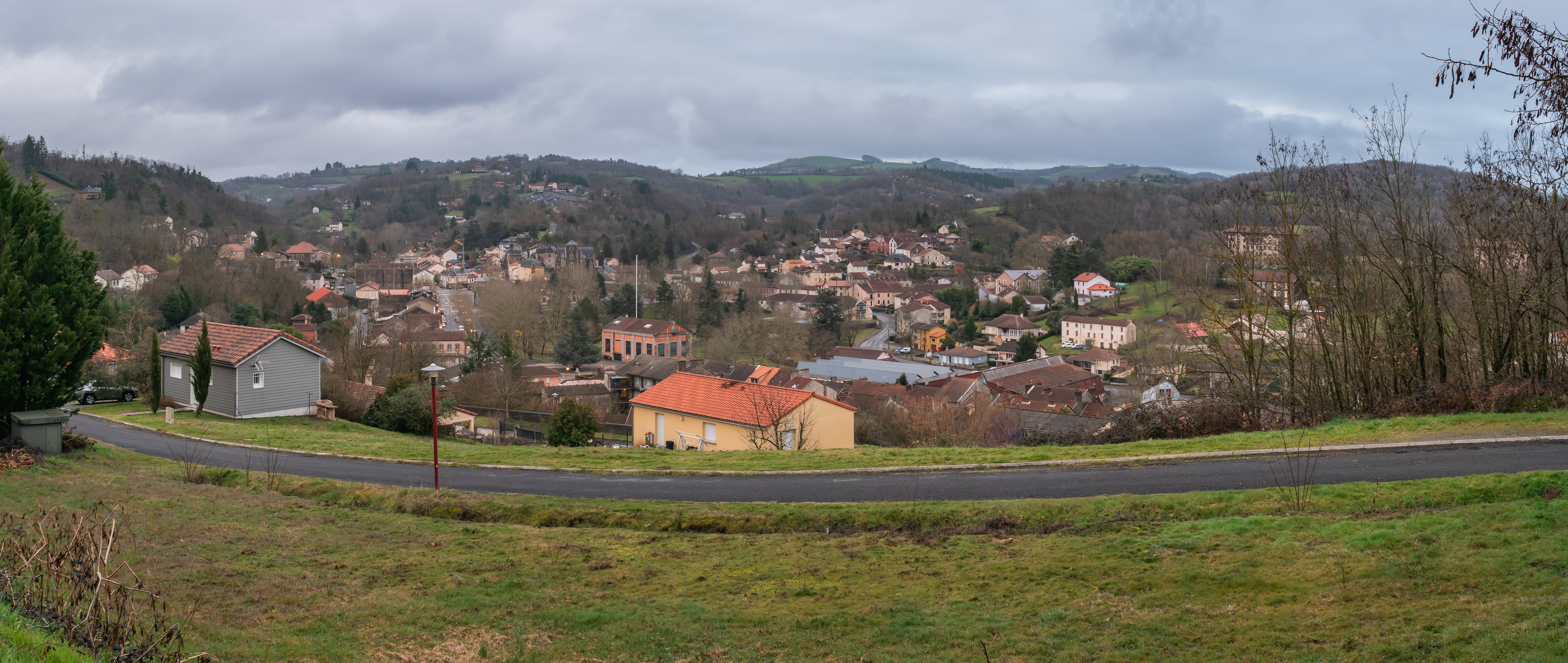
Zicht op Cransac-les-Thermes

## Geschiedenis
In januari 2025 werd de gemeentenaam officieel gewijzigd van Cransac naar Cransac-les-Thermes.

## Geografie
De oppervlakte van Cransac-les-Thermes bedroeg op 1 januari 2022 6,91 vierkante kilometer; de bevolkingsdichtheid was toen 211,9 inwoners per km².
De onderstaande kaart toont de ligging van Cransac-les-Thermes met de belangrijkste infrastructuur en aangrenzende gemeenten.

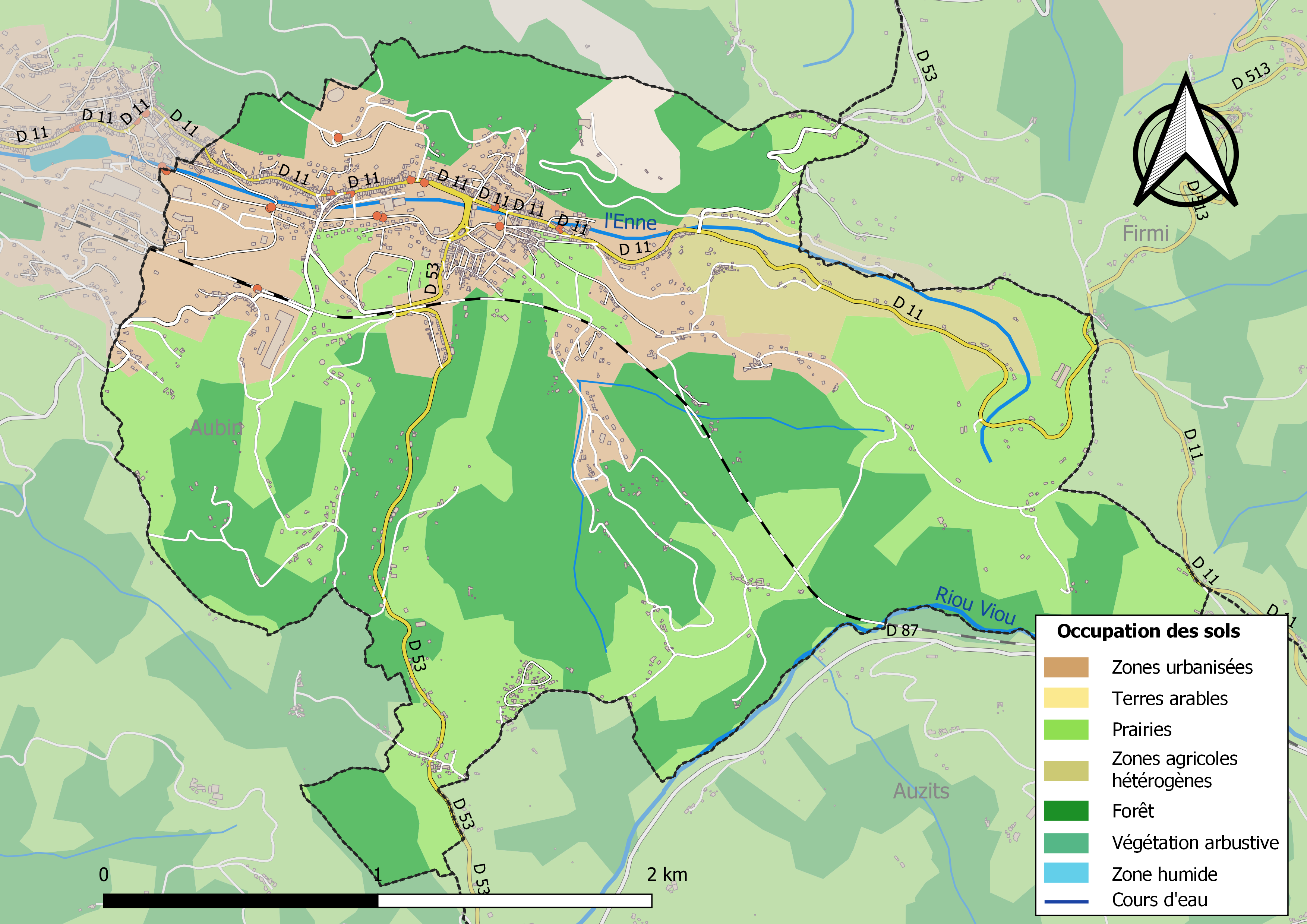

## Bezienswaardigheden

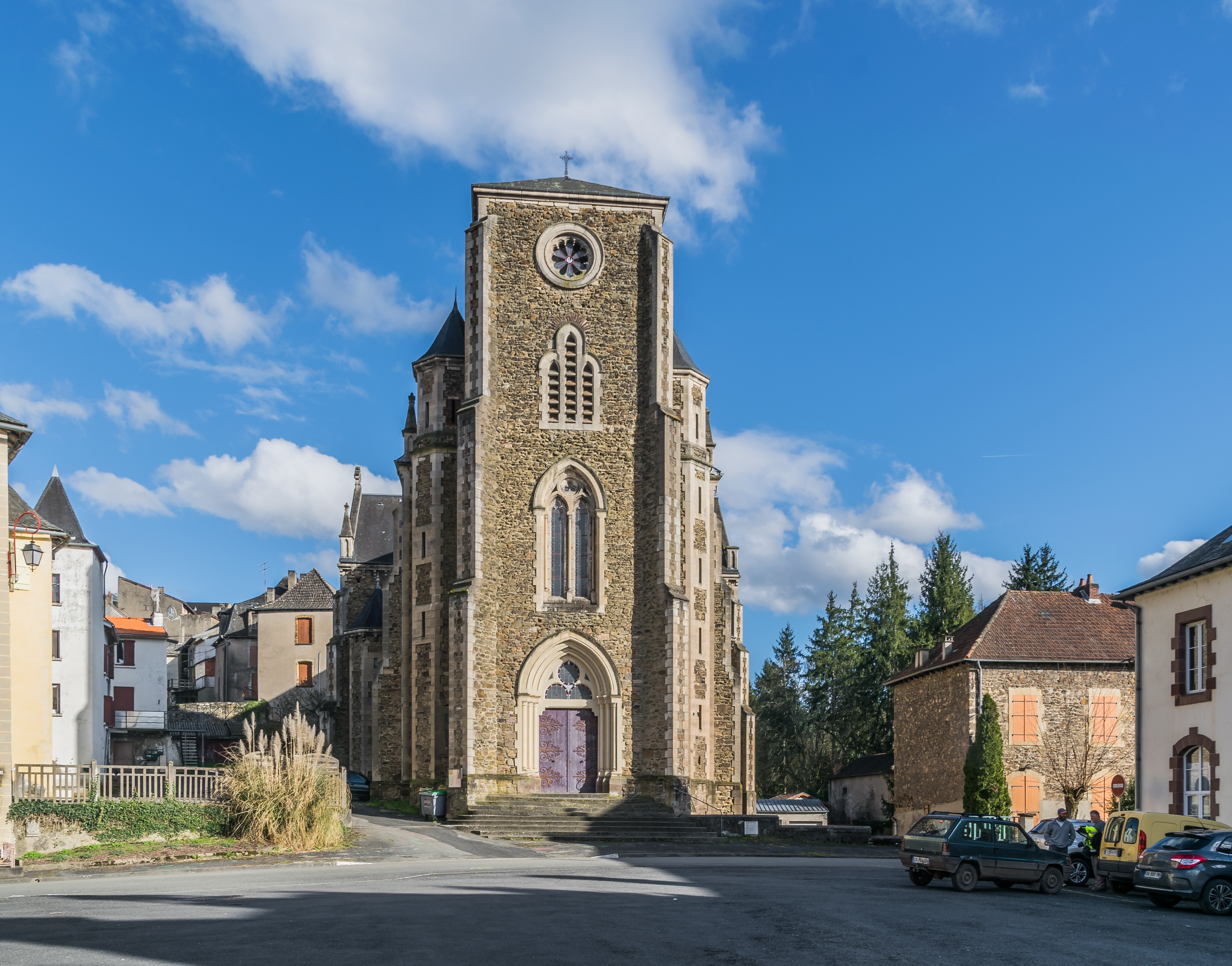
Église Saint-Julien

- De Église Saint-Julien

## Verkeer en vervoer
In de gemeente ligt de spoorweghalte Cransac.

## Demografie
Onderstaande figuur toont het verloop van het inwonertal (bron: INSEE-tellingen).

Vanwege een beveiligingsprobleem met de MediaWiki Graph-software is het momenteel niet mogelijk deze grafiek weer te geven. Zodra de software is bijgewerkt zal de grafiek vanzelf weer zichtbaar worden.